# Point Pleasant (Fernsehserie)
Point Pleasant ist eine US-amerikanische Dramaserie, welche nach der Idee von John McLaughlin und Marti Noxon entstand. Die Serie handelt von Christina Nickson, die nach einem Gewitter in der Nähe von Point Pleasant Beach, einem kleinen Ort in New Jersey, angespült wird. Dort versucht sie, Details über ihr Leben herauszufinden. Dabei stellt sie fest, dass sie die Tochter des Teufels und einer Sterblichen ist. Die Serie umfasst nur eine Staffel und wurde vom 19. Januar bis zum 10. Juni 2005 auf Fox ausgestrahlt, wobei die letzten beiden Episoden nur auf DVD erschienen sind.

## Handlung
Christina Nickson, ein junges Mädchen, wird nach einem Gewitter in Point Pleasant von dem Rettungsschwimmer Jesse Parker wiederbelebt. Sie freundet sich schnell mit der Tochter des örtlichen Arztes, Judy Kramer, an. Im Laufe der Serie versucht Christina herauszufinden, wer sie wirklich ist und warum ihre Mutter kurz nach ihrer Geburt verschwand. Des Weiteren verliebt sie sich in Jesse.
Mit der Zeit wird klar, dass Christinas Präsenz eine ungewöhnliche Wirkung auf die Menschen in ihrer Umgebung hat. Der Grund für diese Wirkung ist, wie sich herausstellt, dass sie die Tochter des Teufels ist. Deswegen wird sie des Öfteren von Vision von Tod und Zerstörung heimgesucht.

## Besetzung
| Rolle                | Schauspieler       | Episodenanzahl |
| -------------------- | ------------------ | -------------- |
| Christina Nickson    | Elisabeth Harnois  | 13             |
| Lucas Boyd           | Grant Show         | 13             |
| Jesse Parker         | Samuel Page        | 13             |
| Judy Kramer          | Aubrey Dollar      | 13             |
| Amber Hargrove       | Dina Meyer         | 13             |
| Paula Hargrove       | Cameron Richardson | 13             |
| Sarah Parker         | Clare Carey        | 13             |
| Terry Burke          | Brent Weber        | 13             |
| Meg Kramer           | Susan Walters      | 13             |
| Ben Kramer           | Richard Burgi      | 13             |
| Sheriff Logan Parker | Alex Carter        | 9              |
| Father Matthew       | Ned Schmidtke      | 8              |
| David Burke          | John Diehl         | 7              |
| Wes                  | Adam Busch         | 7              |
| Anne Gibson          | Lisa Zane          | 2              |

## Ausstrahlung
Die Produktion für Point Pleasant wurde drei Tage nach dem Ende von Tru Calling bestätigt. Es wurden 13 Episoden gedreht, von denen allerdings, auf Grund schlechter Einschaltquoten, nur die ersten acht in den USA ausgestrahlt wurden. Die Episoden neun bis elf waren dagegen in Schweden zu sehen und die letzten beiden Episoden erschienen in Neuseeland und den Niederlanden 2007 auf DVD.

## Episodenliste
| Nummer | Originaltitel                         | Erstausstrahlung (Fox)     |
| 01     | Pilot                                 | 19. Januar 2005            |
| 02     | Human Nature                          | 20. Januar 2005            |
| 03     | Who’s Your Daddy                      | 27. Januar 2005            |
| 04     | The Lonely Hunter                     | 3. Februar 2005            |
| 05     | Last Dance                            | 10. Februar 2005           |
| 06     | Secrets and Lies                      | 17. Februar 2005           |
| 07     | Unraveling                            | 10. März 2005              |
| 08     | Swimming With Boyd                    | 17. März 2005              |
| 09     | Waking the Dead                       | 19. Juni 2005              |
| 10     | Hell Hath No Fury Like a Woman Choked | 26. Juni 2005              |
| 11     | Missing                               | 3. Juli 2005               |
| 12     | Mother’s Day                          | 25. Oktober 2005 (auf DVD) |
| 13     | Let the War Commence                  | 25. Oktober 2005 (auf DVD) |